# 시글락
시글락(Ziklag, צִקְלַג)은 과거 유다 왕국의 남쪽 네게브 지역에 위치했던 마을의 이름이다.

## 시글락 전투
시글락 전투는 다윗이 블레셋 망명기를 끝내고 돌아온 뒤 시글락 지역을 약탈한 아말렉족들을 무찌른 전투로 이 전투에서 승리해 그 지역 원로들의 지지를 얻고 시글락과 이스라엘 남부 지역에 근거지를 확보했다.

### 배경
당시 다윗은 사울의 탄압을 피해 블레셋의 왕 아기스에게로 잠시 피했는데 블레셋 사람들이 이스라엘 공격에 자신의 부대를 제외시키고 배척당하자 600명의 부하들을 이끌고 자신의 근거지이자 블레셋의 한 성읍 시글락으로 갔다. 그러나 이미 아말렉족들이 시글락과 네겝을 약탈하고 불을 지른 뒤 다윗의 아내 이스르엘 여자 아히노암과 카르멜 사람 나발의 아내 아비가일을 포함한 모든 사람들을 잡아간 뒤였다.
이에 당황한 다윗은 아히멜렉의 아들 에브야타르에게 에폿을 가져오게 한 뒤 하나님께 기도하여 전략을 세웠다. 그리고 아말렉족들을 추격하던 도중 아말렉족들이 버리고 간 이집트 아이를 만나 정보와 은신처를 안 뒤 아말렉족들을 조금씩 뒤따라 잡기 시작했다.

### 전투 과정
다윗은 부하 600명을 이끌고 브소르 개울에 처지와 지친 군사 200명을 남겨두고 400명만 데리고 계속 쫓았다. 그리고 평야에서 많은 전리품을 얻고 잔치를 벌이며 흥청거리던 아말렉족들을 공격해 대승을 거두었다. 아말렉족들은 거의 전멸당했고 다윗은 아말렉족에게 빼앗긴 두 아내와 모든 사람들, 전리품 등 잃어버린 것 하나 없이 모두 되찾았다.
그리고 브소르 개울에 머물게 했던 사람들도 맞아들이고 전리품들을 모든 사람들에게 똑같이 나누어 주었다.

### 결과 및 영향
시글락 전투는 다윗 뿐만 아니라 주변 지역에도 큰 영향을 미쳤다. 다윗은 전투에서 승리한 뒤 베텔, 라못 네겝, 야티르, 아로에르, 시프못, 에스트모아, 라칼, 여라흐므엘족의 성읍들, 카인족의 성읍들, 호르마, 보르 아산, 아탁, 헤브론과 다윗의 부하들을 이끌던 원로들에게도 전리품을 나누어 주어 지지를 얻게 했다.
또한 기브아 사람 스마아의 아들 아히에제르와 요아스, 아즈마웻의 아들 여지엘과 펠렛, 브라카, 아나톳 사람 예후, 30인 부대의 용사 기브온 사람 이스마야, 이르므야, 야하지엘, 요하난, 그데라 사람 요자팟, 엘우자이, 여리못, 브알야, 스마르야, 하룹 사람 스파트야, 코라인 엘카나, 이씨야, 아자르엘, 요에제르, 야솝암, 그도르 출신 여호람의 아들 요엘라와 즈바드야 등 많은 용사들이 다윗을 따르게 되었다.